# Herb powiatu nowomiejskiego
Herb powiatu nowomiejskiego – symbol powiatu nowomiejskiego, ustanowiony 20 grudnia 2000.

## Wygląd i symbolika

Chorągiew zamku w Bratianie i Nowego Miasta Lubawskiego spod Grunwaldu na podstawie rękopisu Banderia Prutenorum autorstwa Jana Długosza

Herb przedstawia na tarczy dwudzielnej z prawa w skos w polu górnym błękitnym pięć róż srebrnych ułożonych w dwóch rzędach naprzemiennie, a w polu dolnym srebrnym złote poroże jelenia. Róże nawiązują do gmin powiatu oraz herbu Nowego Miasta Lubawskiego, natomiast róg jelenia do chorągwi zamku Bratian i Nowe Miasto, walczących pod Grunwaldem.